# Bahrdorf
Bahrdorf település Németországban, azon belül Alsó-Szászország tartományban. Lakosainak száma 1831 fő (2023. december 31.).

## Népesség
A település népességének változása:
| Lakosok száma | 1880 | 1894 | 1861 | 1824 | 1844 | 1799 | 1831 |
|               | 2014 | 2016 | 2017 | 2019 | 2021 | 2022 | 2023 |